# Interception (émission de radio)
Pour les articles homonymes, voir Interception.
Interception est le magazine hebdomadaire de grand reportage de la rédaction de France Inter diffusé depuis 1999.

## Concept
L'émission propose un grand reportage de 45 minutes parfois accompagné d'un entretien.
On peut citer comme exemples de sujets Poutine, la tentation totalitaire (14 janvier 2007), Clonage animal, du labo' à l'assiette (3 décembre 2006) ou bien encore Chine, les damnés du SIDA (16 avril 2006).

## Historique
L'émission a connu différentes équipes de rédaction en chef et présentation :
- 1999 — 2001 : Simon Tivolle
- 2001 — 2006 : Simon Tivolle et Angélique Bouin
- 2006 — 2008 : Angélique Bouin et Valérie Cantié
- 2008 — 2009 : Valérie Cantié et Lionel Thompson
- 2009 — 2011 : Pascal Dervieux et Lionel Thompson[1]
- 2011 — 2014 : Pascal Dervieux, Alain Le Gouguec et Lionel Thompson[2]
- 2014 — 2015 : Pascal Dervieux et Lionel Thompson
- 2015 — 2016 : Pascal Dervieux, Vanessa Descouraux et Lionel Thompson
- 2016 — 2018 :  Pascal Dervieux, Vanessa Descouraux et Philippe Bardonnaud
- 2018 — 2021 : Philippe Bardonnaud, Vanessa Descouraux, Géraldine Hallot
- 2021 — 2022 : Philippe Bardonnaud, Manuel Ruffez, Vanessa Descouraux
- 2022 — 2023 : Antoine Giniaux, Matthieu Mondoloni, Vanessa Descouraux
- Depuis 2023 : Aurélien Colly, Antoine Giniaux, Sophie Parmentier

## Récompenses
L'émission a été élue « Meilleure émission de radio » par le Club Audiovisuel de Paris et récompensée par les Lauriers d'or du Sénat en 2003. De nombreux reportages ont par ailleurs reçu des prix nationaux et internationaux :
- Allemagne : le mur dans les têtes de Benoît Collombat (7 novembre 1999), Grand prix 2000 franco-allemand du journalisme ;
- Les derniers des Justes de Benoît Collombat (16 juillet 2000), Prix Ondas 2000 ;
- Ces vieux que l'on ne veut pas voir de Véronique Julia (3 décembre 2000), Grand Prix du reportage Radio France 2001 ;
- J'ai la taule qui me colle à la peau : en prison avec les longues peines de Benoît Collombat (28 juillet 2002), Grand Prix du reportage Radio France 2002 ;
- Être et ne pas naître d'Anne Coudin (28 mars 2004), Grand Prix du reportage Radio France 2004[4] ;
- Boire et déboires de Danielle Messager (12 décembre 2004), Grand prix du journalisme 2005 des Radios Francophones Publiques[5] ;
- Les naufragés de Calais de Benoît Collombat (24 mars 2006), Premier Prix Alexandre Varenne 2006[6] ;
- Je vous tire ma révérence de Benoît Collombat (30 avril 2006), Prix Goretta 2006 ;
- Gabon : tapis rouge pour les chinois d'Emmanuel Leclère (18 février 2007), Prix Dauphine - Henri Tezenas du Montcel 2008[7] ;
- Accouchement sous X : la voix des mères de Sandrine Oudin (10 juin 2007), Prix International de l'enquête CFJ/Caisse d'Epargne 2007[8] ;
- Des requins en eaux troubles - contre-enquête sur l’affaire JPK de Benoît Collombat (16 décembre 2007), Prix International de l'enquête CFJ/Caisse d'Epargne 2008[9] ;
- Les enfants perdus de Kinshasa de Pierre-Louis Castelli (16 mars 2008), Prix de la presse de l'AMADE Mondiale 2008[10] ;
- Victime/agresseur : l’étonnant dialogue de Claire Chaudière (7 septembre 2008), Prix Alexandre Varenne Radio 2009[11] ;
- Locked-in Syndrom - La vie dans les yeux de Monique Derrien (10 mai 2009), Grand Prix du reportage Radio France 2009[12] ;
- Hors les murs de Cyril Graziani (10 janvier 2010), Prix Italia 2011[13] ;
- Le chœur y est de Sandrine Oudin (3 avril 2011), Médaille d’argent du Grand Prix International URTI de la Radio 2011[14] ;
- Mon père s'appelait Werner de Delphine Simon (20 janvier 2013), Grand prix 2013 franco-allemand du journalisme et Grand prix du journalisme 2013 des Radios Francophones Publiques[15].

## Équipe
- Producteurs : Aurélien Colly, Antoine Giniaux, Sophie Parmentier
- Réalisateur : Gaëtan Kolly
- Attaché de production : Martine Meyssonnier